# أنابيث غيش
أنابيث غيش (بالإنجليزية: Annabeth Gish) مواليد 13 مارس 1971 في ألباكركي، نيومكسيكو، الولايات المتحدة، هي ممثلة أمريكية بدأت مسيرتها الفنية عام 1986.

## وصلات خارجية
- أنابيث غيش على موقع IMDb (الإنجليزية)
- أنابيث غيش على موقع روتن توميتوز (الإنجليزية)
- أنابيث غيش على موقع ألو سيني (الفرنسية)
- أنابيث غيش على موقع أول موفي (الإنجليزية)
- أنابيث غيش على موقع قاعدة بيانات الأفلام السويدية (السويدية)
- أنابيث غيش على موقع إن إن دي بي (الإنجليزية)
- أنابيث غيش على موقع قاعدة بيانات الفيلم (الإنجليزية)
- أنابيث غيش على موقع كينوبويسك (الروسية)